# Championnat de Tunisie féminin de handball
Le championnat de Tunisie féminin de handball est une compétition de handball féminin qui existe depuis 1962-1963 et qui permet d'octroyer le titre de champion de Tunisie de la discipline.
Elle a permis le développement de ce sport et sa notoriété sur les plans arabe et africain, en particulier lorsque le Club africain, l'Espérance sportive de Tunis ou la Zitouna Sports accordaient une grande importance à cette discipline. 
À partir des années 1990, ces équipes disparaissent et la spécialisation s'impose avec de nouveaux leaders pour la discipline, tels que l'Association sportive féminine du Sahel et Association sportive Ennour de l'Ariana. Cependant, le handball féminin est encore à la recherche de son public.

## Histoire
Le premier championnat regroupe sept clubs et les entraîneurs, qui dirigent en même temps les garçons, puisent leurs effectifs dans les lycées de la région de Tunis.
C'est ainsi que Moncef Hajjar pour l'Espérance sportive de Tunis et Anouar Osman pour la Zitouna Sports recrutent au lycée de la rue du Pacha ; Mohamed Ouahchi prospecte pour sa part dans les lycées de Radès et Hammam Lif pour le Club sportif de Hammam Lif, Manoubi Maaouia renforce les rangs de l'Association sportive féminine par les lycéennes de Montfleury, Brahim Riahi puise à l'Institut national de l'éducation physique et sportive (INEPS) pour le compte du Club africain, en plus de Sadok Lahmadi à l'Association Mégrine Sport et Mahmoud Kouki au Club sportif des cheminots.
Les étudiantes du Club africain n'ont aucune difficulté à remporter le premier titre avant que le Club athlétique du gaz ne vienne le concurrencer par d'autres étudiantes de l'INEPS.

## Palmarès
- 1962-1963 : Club africain
- 1963-1964 : Club athlétique du gaz
- 1964-1965 : Club sportif des cheminots[1]
- 1965-1966 : Zitouna Sports[2]
- 1966-1967 : Club africain
- 1967-1968 : Club africain
- 1968-1969 : Club africain
- 1969-1970 : Zitouna Sports
- 1970-1971 : Zitouna Sports
- 1971-1972 : Club africain
- 1972-1973 : Club africain
- 1973-1974 : Club africain
- 1974-1975 : Club africain
- 1975-1976 : Club africain
- 1976-1977 : Club africain
- 1977-1978 : Club africain
- 1978-1979 : Club africain
- 1979-1980 : Club africain
- 1980-1981 : Club africain
- 1981-1982 : Club africain
- 1982-1983 : Club africain
- 1983-1984 : Club africain
- 1984-1985 : Club africain
- 1985-1986 : Club africain
- 1986-1987 : Club africain
- 1987-1988 : Club africain
- 1988-1989 : Zaoui Meubles Sports
- 1989-1990 : Zaoui Meubles Sports
- 1990-1991 : Zaoui Meubles Sports
- 1991-1992 : Zaoui Meubles Sports
- 1992-1993 : Club africain
- 1993-1994 : Club africain
- 1994-1995 : ASF Sahel
- 1995-1996 : ASF Sahel
- 1996-1997 : ASF Sahel
- 1997-1998 : ASE Ariana
- 1998-1999 : ASF Sahel
- 1999-2000 : ASF Sahel
- 2000-2001 : ASF Sahel
- 2001-2002 : ASE Ariana
- 2002-2003 : ASE Ariana
- 2003-2004 : ASF Sahel
- 2004-2005 : ASF Sahel
- 2005-2006 : ASE Ariana
- 2006-2007 : ASF Sfax
- 2007-2008 : ASE Ariana
- 2008-2009 : ASF Sfax
- 2009-2010 : ES Rejiche
- 2010-2011 : ES Rejiche
- 2011-2012 : ASF Sahel
- 2012-2013 : ASE Ariana
- 2013-2014 : ASE Ariana
- 2014-2015 : ASF Téboulba
- 2015-2016 : Club africain
- 2016-2017 : Club africain
- 2017-2018 : ASF Sfax
- 2018-2019 : Club africain
- 2019-2020 : Club africain
- 2020-2021 : Club africain
- 2021-2022 : ASF Téboulba
- 2022-2023 : CSF Moknine
- 2023-2024 : Club africain
- 2024-2025 : Club africain

## Bilan par club
| Club                                      | Titres | Années |
| ----------------------------------------- | ------ | --- |
| Club africain                             | 30     | 1963, 1967, 1968, 1969, 1972, 1973, 1974, 1975, 1976, 1977, 1978, 1979, 1980, 1981, 1982, 1983, 1984, 1985, 1986, 1987, 1988, 1993, 1994, 2016, 2017, 2019, 2020, 2021, 2024, 2025 |
| Association sportive féminine du Sahel    | 13     | 1989, 1990, 1991, 1992, 1995, 1996, 1997, 1999, 2000, 2001, 2004, 2005, 2012 |
| Association sportive Ennour de l'Ariana   | 7      | 1998, 2002, 2003, 2006, 2008, 2013, 2014 |
| Zitouna Sports                            | 3      | 1966, 1970, 1971 |
| Association sportive féminine de Sfax     | 3      | 2007, 2009, 2018 |
| Espoir sportif de Rejiche                 | 2      | 2010, 2011 |
| Association sportive féminine de Téboulba | 2      | 2015, 2022 |
| Club athlétique du gaz                    | 1      | 1964 |
| Club sportif des cheminots                | 1      | 1965 |
| Club du sport féminin de Moknine          | 1      | 2023 |